# Сорбара (Модена)
Сорбара (итал. Sorbara) је насеље у Италији у округу Модена, региону Емилија-Ромања.
Према процени из 2011. у насељу је живело 3505 становника. Насеље се налази на надморској висини од 27 м.